# Artikel 9 der japanischen Verfassung
Der Artikel 9 der japanischen Verfassung ist ein Absatz in der derzeitigen japanischen Verfassung von 1946, der kriegerische Aktivitäten sowie den Unterhalt von Streitkräften verbietet.

## Text
Text auf Japanisch:

「第九条　日本国民は、正義と秩序を基調とする国際平和を誠実に希求し、国権の発動たる戦争と、武力による威嚇又は武力の行使は、国際紛争を解決する手段としては、永久にこれを放棄する。

二　前項の目的を達するため、陸海空軍その他の戦力は、これを保持しない。国の交戦権は、これを認めない。」

„Art. 9 1In aufrichtigem Streben nach einem auf Gerechtigkeit und Ordnung gegründeten internationalen Frieden verzichtet das japanische Volk für alle Zeiten auf den Krieg als ein souveränes Recht der Nation und auf die Androhung oder Ausübung von Gewalt als Mittel zur Beilegung internationaler Streitigkeiten.

2Um das Ziel des vorhergehenden Absatzes zu erreichen, werden keine Land-, See- und Luftstreitkräfte oder sonstige Kriegsmittel unterhalten. Ein Recht des Staates zur Kriegführung wird nicht anerkannt.“

## Debatte
Die Auslegung des Artikels in Bezug auf die japanischen Selbstverteidigungsstreitkräfte ist umstritten. Seitens der politischen Rechten wurde seine Abschaffung oder Änderung gefordert. Vor dem Hintergrund der wachsenden militärischen Macht der Volksrepublik China beschloss die rechtskonservative Regierung unter Premierminister Shinzō Abe im Juli 2014 eine Neuinterpretation der Verfassung und damit die Einführung einer neuen Militärdoktrin. Nach einer erfolgreichen Parlamentsabstimmung im September 2015 darf Japan fortan das Recht zur „kollektiven Selbstverteidigung“ anwenden und in Konflikten an der Seite von Verbündeten kämpfen, selbst wenn es nicht direkt angegriffen wird.

### Geschichte
Während der Besatzungszeit interpretierten sowohl die spätere hoshu honryū („konservative Hauptströmung“) um Premierminister Yoshida Shigeru wie die politische Linke den Artikel als strenge Einschränkung militärischer Kapazitäten und teilweise als Verbot jeglicher Streitkräfte, während die spätere hoshu bōryū („konservative Nebenströmung“/anti-mainstream) aus Liberalen und Konservativen um Hatoyama Ichirō, Ashida Hitoshi und Shigemitsu Mamoru eine Wiederbewaffnung und eine (Teil-)Emanzipation von den Vereinigten Staaten forderte. Zugleich begannen die USA bereits vor dem ersten Sicherheitsvertrag von 1952, einen Beitrag Japans zur eigenen Verteidigung zu fordern.
Als 1954 mit Hatoyamas „Nebenströmung“ die Revisionisten die politische Führung übernahmen, änderte sich die Interpretation von Artikel 9 dahingehend, dass er ein Verbot militärischer Kapazitäten nur jenseits des notwendigen Mindestmaßes für eine Verteidigung gegen direkte Angriffe darstellte. Damit wurde die Schaffung der Selbstverteidigungsstreitkräfte gedeckt. Mit der Gründung der Liberaldemokratischen Partei (LDP) 1955 verständigten sich beide konservativen Strömungen unter dem Druck der Sozialistischen Partei Japans, die insbesondere in ihrem linken Flügel eine streng pazifistische Auslegung von Artikel 9 verfolgte, auf diesen Grundkonsens. Allerdings weiteten die Hatoyama-Anhänger, die bis 1960 die Regierung führten, den potentiellen Spielraum dieser Interpretation weiter aus: So erklärte Kishi Nobusuke (Kishi-Faktion, hoshu bōryū) 1957, dass es für Japan nicht verfassungswidrig wäre, sich nuklear zu bewaffnen, auch wenn es zurzeit nicht die Absicht dazu habe.
In den teilweise gewaltsamen Protesten der politischen Linken gegen den Sicherheitsvertrag (und seine Neuauflage von 1960) in den 1950ern und 1960ern entwickelte sich Artikel 9 zu einem zentralen Argument im politischen Streit mit der politischen Rechten um die Außen- und Sicherheitspolitik. Die Regierung, die nach Kishi bis in die 1970er Jahre wieder unter Kontrolle der Yoshida-Anhänger der „Hauptströmung“ stand, blieb zwar bei ihrer Position, beschränkte aber das Wachstum der Militärausgaben (1955: 1,78 Prozent des Bruttoinlandsproduktes, 1967 <1 %). 1976 wurde die Begrenzung der Verteidigungsausgaben auf 1 % des BIP per Kabinettsbeschluss festgeschrieben.
Als Koizumi Jun’ichirō (Mori-Faktion, hoshu bōryū) nach 2001 mit der japanischen Teilnahme am Irakeinsatz die Interpretation von Artikel 9 auf eine Form der kollektiven Verteidigung ausdehnte, heizte sich die Debatte um Artikel 9 erneut auf. Die politische Linke sah Koizumis Antiterrorgesetz und den Auslandseinsatz als verfassungswidrig an. Auch das Legislativbüro des Kabinetts betrachtete die kollektive Verteidigung als nicht durch die Verfassung gedeckt, revidierte aber seine Ansicht unter dem Druck der Regierung, namentlich Kabinettssekretär Fukuda und seinem Stellvertreter Abe: Da japanische Soldaten im Irak primär an einer humanitären Wiederaufbaumission beteiligt seien, handele es sich nicht um einen Fall kollektiver Verteidigung.
2005 sprach sich in Umfragen etwa die Hälfte der Befragten für eine Änderung von Artikel 9 aus, wie sie von Teilen sowohl der LDP als auch der Demokratischen Partei vorgeschlagen wurde. In einer 2020 durchgeführten Umfrage sprachen sich 69 Prozent der Befragten dagegen aus.